# Уние
Уние (на хърватски: Unije) е хърватски остров в залива Кварнер на Адриатическо море в Приморско-горанска жупания.

## Общи сведения
Остров Уние е разположен на север от Лошин, от който го отделя Унийският канал, и на запад от Црес. Той има площ от 16,92 км² и дължина на бреговата линия 36,6 км. Изтеглен е по посока от север на юг с леко извита и неправилна форма, а бреговете му са изрязани от многобройни заливчета и плажове. Най-високата му точка е 132 м. Поради карстовия характер на релефа на Уние няма постоянни речни потоци или езера.
На северния и на южния му край са поставени два морски фара. Свързан е с редовна фериботна линия с град Мали Лошин на остров Лошин и с Пула, а също така и с пътнически корабчета с Риека.

## Растителност
Флората на Уние е типично средиземноморска, представена основно от вечнозеления каменен дъб, маслинови дървета, лозя, алепски бор, розмарин, смокини, лаврови дървета, грипа, кумарка.

## История
Останките от селища от античността (бронзовата и желязната епоха) на хълмовете Туран, Кастел и връх Маландро показват, че островът е бил обитаван от илирите. По-късно е завладян от римляните, около X-XI в. от хърватите и от XIV в. от венецианците, под чийто контрол остава до 1797 г.
Между 1797 и 1805 г. се управлява от Австрия, от 1805 до 1813 от Наполеонова Франция и после до 1918 г. отново от Австро-Унгария. Между 1920 и 1943 г. е окупиран от Италия. След това е част от Кралството на сърби, хървати и словенци, след Втората световна война влиза в границите на Югославия, а от 1991 г. е част от независима Хърватия.

## Население
Единственото селище на Уние е едноименното село, което се намира в централната му част. Постоянно живущи са 88 души (2011 г.), но през активния туристически сезон населението достига до 400—500 души. Жителите на Уние се занимават с риболов, земеделие и туризъм.